# Сингайр (подокруг)
Сингайр (бенг. সিঙ্গাইর, англ. Singair) — подокруг в центральной части Бангладеш в составе округа Маникгандж. Образован в 1919 году. Административный центр — город Сингайр. Площадь подокруга — 217,38 км². По данным переписи 1991 года численность населения подокруга составляла 231 628 человек. Плотность населения равнялась 1066 чел. на 1 км². Уровень грамотности населения составлял 21,05 %. Религиозный состав: мусульмане — 92,83 %, индуисты — 7,06 %, христиане — 0,02 %, прочие — 0,09 %.